# 梁园区
梁园区是中华人民共和国河南省商丘市的一个市辖区。面积673平方公里，总人口约64万人。区人民政府驻平原街道民主西路。

## 行政区划
梁园区下辖11个街道办事处、5个镇、5个乡：
前进街道、长征街道、八八街道、东风街道、中州街道、白云街道、平原街道、建设街道、平台街道、平安街道、解放街道、谢集镇、双八镇、张阁镇、观堂镇、刘口镇、周集乡、水池铺镇、王楼镇、李庄乡和孙福集乡。

## 人口
截至2020年11月1日零時，梁園區常住人口為631325人。

## 交通
- 105国道过境。
- 京九铁路、陇海-京九联络线：商丘南站
- 商杭客运专线：商丘站